# Coração de Maria
Coração de Maria es un municipio brasileño del estado de Bahía. Su población estimada en 2009 era de 23.774 habitantes.